# ФК Чайка (Песчанокопское)
Вижте пояснителната страница за други значения на Чайка.
„ФК Чайка“ (на руски: Футбольный клуб „Чайка“) е футболен клуб от село Песчанокопское, Русия. Състезава се във ФНЛ, второто ниво на руския футбол.
Основан е през 1997 г. Играе домакинските си срещи на Централния стадион „Чайка“ с капацитет 3 000 зрители.

## История
Основател и президент на клуба е ростовския бизнесмен Андрей Чайка. През 1998 година ФК „Чайка“ е включен в първа лига на шампионата на Ростовска област, а през 2004 година става победител в тази надпревара. През 2008 и 2013 – 2015 години отборът участва във висшата лига на регионалния шампионат. През 2013 година отборът заема 4 място, през 2014 – 2 място, а през 2015 става победител в шампионата.
На 26 май 2016 година ФК „Чайка“ получава лиценз от РФС и получава право на участие през сезон-2016/17 в трета дивизия на руския шампионат.
През зимния междусезон 2016/2017 отборът е напуснат от осем играча и старши треньор ът Алберт Борзенков. За нов главен треньор е назначен Валерий Бурлаченко, който работи с отбора по-малко от година. През януари 2018 година за нов наставник е назначен Виктор Булатов, но и на него му е връчена оставка, този път след три месеца.

## Успехи
- ПФЛ, зона „Юг“ (3 ниво):
  -  Шампион (1): 2018/19
  -  Трето място (1): 2017/18
- Купа на Русия:
  - 1/16 финалист (2): 2018/19, 2019/20